# Инхалациона анестезија
Инхалациона анестезија или гасна анестезија једна је од најчешће коришћених анестазија у операционим салама, која се постиже и одржава анестетицима у гасовитом облику. Ови лекови у организам доспевају са удахнутим ваздухом у плућима.
Гасна или инхалациона анестезија се сматра најсигурнијим видом анестезије, јер омогућава да се анестетик дозира према потребама хирурга и здравственом стању пацијента. Такође, у хитним случајевима када дође до застоја рада кардиореспираторног система, вештачко дисање и реанимација су једино могући са апаратом за инхалациону анестезију. Неке операције је и немогуће изводити без гасне анестезије, као што је на пример хируршка корекција дијафрагматске херније и операције на и у грудној дупљи. Осим тога опоравак пацијена који су били у инхалационој анестезији је бржи и лакши.

## Врсте анестетика и других гасова
За ову врсту анестезије користи се смеша гасова (кисеоник, азотсубоксид, изофлуран итд) чија се смеша припрема у посебним апаратима и пластичним системом цеви преко ендотрахеалног тубуса или путем маске за лице, у строго контролисаним условима уноси у дисајни систем болесника.
Уз гасове за анестезију, додају се и лекови који обезбеђују релаксацију мишића и неосетљивост на бол. Ова врста анестезије је најчешће примањивани облик анестезије.

## Добре и лоше стране
| Добре стране инхалационе анестезије | Недостаци инхалационе анестезије |
| --- | --- |
| - дејство анестезије наступа брзо - дубине анестезије је дозирана - лако одржавање и контрола анестезије - брзо буђења болесника из анестезије | - надражај дисајних путева уз нагон на кашаљ - пролазни бол у грлу - оштећења у усној дупљи - повраћање и удисање (аспирација) желудачног садржаја уз могућу појаву упале плућа |